# 庫帕猶太會堂

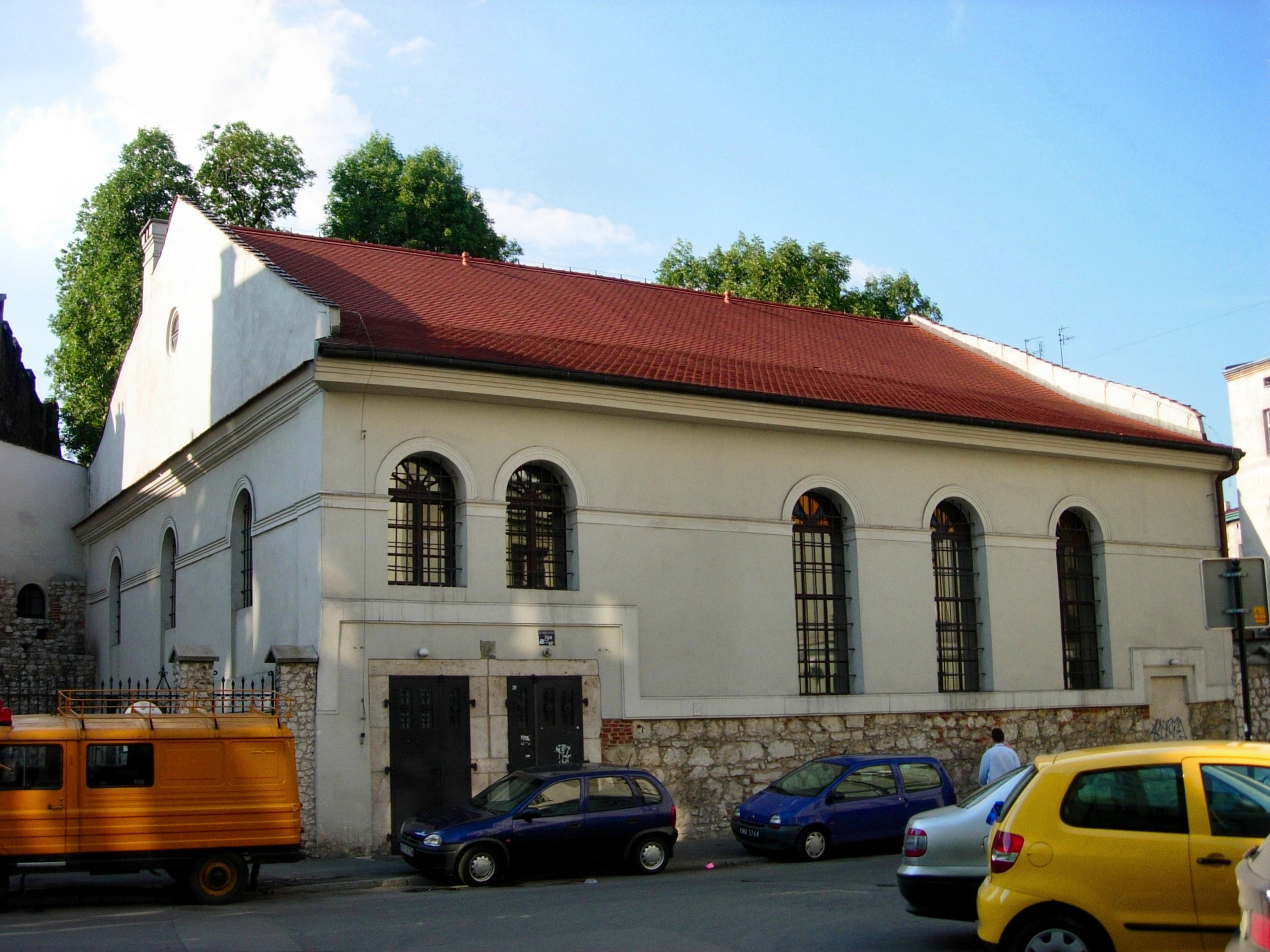

庫帕猶太會堂（波蘭語：Synagoga Kupa）是波蘭城市克拉科夫的一座猶太會堂，修建於17世紀。這座猶太會堂位於克拉科夫的舊猶太區。

## 外部連結
- 维基共享资源上的相關多媒體資源：庫帕猶太會堂
- Virtual tour at YouTube.com （页面存档备份，存于）